# Хосе де Хесус Корона
Хосе де Хесус Корона Родригез (шп. José de Jesús Corona Rodríguez; Гвадалахара, 26. јануар 1981) професионални је мексички фудбалер који игра на позицији голмана и тренутно наступа за Круз Азул.
Наступао је за Атлас, Текос, Гвадалахару и Круз Азул у којем је скупио више од 350 наступа.
За репрезентацију Мексика одиграо је 55 утакмица и освојио злато на олимпијским играма 2012.